# Rejon śniadowski
Rejon śniadowski (biał. Сьнядоўскі раён) – istniejący formalnie w latach 1940–1945 (de facto 1940-1941 i 1944-1945) rejon w północno-zachodniej części Białoruskiej SRR, w obwodzie białostockim.
Utworzony został przez władze radzieckie 15 stycznia 1940 roku na okupowanym terytorium województwa białostockiego II Rzeczypospolitej.
W jego skład weszła południowo-zachodnia część powiatu łomżyńskiego i wschodnie obrzeża powiatu ostrołęckiego z gminami: Lubotyń Stary, Piski, Szumowo, Śniadowo i Troszyn (brak miast).
Rejon był jednostką administracyjną istniejącą de facto, legalną z punktu widzenia władz ZSRR. Z punktu widzenia prawa międzynarodowego jej utworzenie było nielegalne, a jej obszar stanowił część terytorium II Rzeczypospolitej pod okupacją ZSRR.
Rejon przestał de facto istnieć, gdy na jego teren wkroczyły wojska niemieckie w czerwcu 1941, włączając go w skład okręgu Białystok.
Po ponownym zajęciu obszaru przez Armię Czerwoną we wrześniu 1944, rejon wrócił pod administrację BSSR.
Na mocy umowy granicznej pomiędzy Polską a ZSRR z 16 sierpnia 1945 roku rejon zlikwidowano i oddano Rzeczypospolitej Polskiej.